# Manuela de la Garza de Jackson
Manuela de la Garza de Jackson nació en Piedras Negras, Coahuila, en 1880 con el nombre de "Manuela de la Garza Laurel". Fue parte del movimiento constitucionalista de 1913 a 1915, con el fin de luchar contra las fuerzas de Victoriano Huerta en la frontera norte de nuestro país. En 1915 contrajo matrimonio con el señor Jackson. 

## Contribución a la historia de México
Ante el cuartelazo huertista comenzó una nueva etapa de guerra, pronto comen-zaría una nueva campaña del ejército federal contra los surianos. Después del desco-nocimiento de Huerta por parte de la legislatura de Coahuila en 1913, el personal de las oficinas de gobierno del Estado se trasladó a Eagle Pass, Texas.
Manuela se hizo cargo de las citadas oficinas en Estados Unidos. Desde el exilio se dedicó a hacer propaganda contra Huerta, pasó armamento y cuidó a los heridos que se encontraban temporalmente en el hospital de Eagle Pass. Fue base indispensable en el hospital, pues estaba encargada de buscar fondos para ayudar al sostenimiento del hospital. 
De la Garza formó parte del movimiento armado. Su participación en dicho movimiento la hizo merecedora del título de coronela del frente del grupo del general José Rentería Lozano. Este frente se apoderó de varias plazas.
El 4 de abril de 1914, en el exilio, escribe una proclama en Eagle Pass firmando como Manuela de la Garza Laurel.

Además de esta proclama se dedicó a escribir más documentos a favor de Ma-dero y Zapata y en contra de Huerta.